# Жан Менесес
Жан Менесес (ісп. Jean Meneses, нар. 16 березня 1993, Сантьяго) — чилійський футболіст, півзахисник бразильського  «Васко да Гама» і національної збірної Чилі.

## Клубна кар'єра
Народився 16 березня 1993 року в місті Сантьяго. Вихованець футбольної школи клубу «Сан-Луїс де Кільота». Дорослу футбольну кар'єру розпочав 2012 року в основній команді того ж клубу, в якій провів три сезони, взявши участь у 108 матчах чемпіонату. 
Протягом 2016—2018 років захищав кольори клубу «Універсідад де Консепсьйон».
Своєю грою за останню команду привернув увагу представників тренерського штабу мексиканського «Леона», до складу якого приєднався 2018 року. Відіграв за команду з Леона наступні чотири сезони своєї ігрової кар'єри. Більшість часу, проведеного у складі «Леона», був основним гравцем команди, після чого 2022 року уклав контракт з іншим мексиканським клубом, «Толукою». Граючи у складі «Толуки» протягом наступних двох років також здебільшого виходив на поле в основному складі команди.
До лав бразильського «Васко да Гама» приєднався 2024 року.

## Виступи за збірну
2019 року дебютував в офіційних матчах у складі національної збірної Чилі.
У складі збірної був учасником розіграшу Кубка Америки 2021 року у Бразилії.
| Дата       | Місто                        | Господарі      | Результат | Гості     | Турнір                          | Голи | Примітки |
| ---------- | ---------------------------- | -------------- | --------- | --------- | ------------------------------- | ---- | -------- |
| 11-9-2019  | Сан-Педро-Сула               | Гондурас       | 2 – 1     | Чилі      | товариський матч                | -    | 64'      |
| 15-10-2019 | Аліканте                     | Чилі           | 3 – 2     | Гвінея    | товариський матч                | 1    | 67'      |
| 13-11-2020 | Сантьяго                     | Чилі           | 2 – 0     | Перу      | Відбір до ЧС 2022               | -    |          |
| 17-11-2020 | Каракас                      | Венесуела      | 2 – 1     | Чилі      | Відбір до ЧС 2022               | -    |          |
| 27-3-2021  | Ранкагуа                     | Чилі           | 2 – 1     | Болівія   | товариський матч                | 1    | 88'      |
| 3-6-2021   | Сантьяго-дель-Естеро (місто) | Аргентина      | 1 – 1     | Чилі      | Відбір до ЧС 2022               | -    |          |
| 8-6-2021   | Лас-Кондес                   | Чилі           | 1 – 1     | Болівія   | Відбір до ЧС 2022               | -    |          |
| 14-6-2021  | Ріо-де-Жанейро               | Аргентина      | 1 – 1     | Чилі      | Копа Америка 2021 - 1-й етап    | -    |          |
| 18-6-2021  | Куяба                        | Чилі           | 1 – 0     | Болівія   | Копа Америка 2021 - 1-й етап    | -    | 65'      |
| 21-6-2021  | Куяба                        | Уругвай        | 1 – 1     | Чилі      | Копа Америка 2021 - 1-й етап    | -    | 56'      |
| 24-6-2021  | Бразилія (місто)             | Чилі           | 0 – 2     | Парагвай  | Копа Америка 2021 - 1-й етап    | -    | 46'      |
| 2-7-2021   | Бразилія (місто)             | Бразилія       | 1 – 0     | Чилі      | Копа Америка 2021 - чвертьфінал | -    | 76'      |
| 5-9-2021   | Кіто                         | Еквадор        | 0 – 0     | Чилі      | Відбір до ЧС 2022               | -    |          |
| 9-9-2021   | Кіто                         | Колумбія       | 3 – 1     | Чилі      | Відбір до ЧС 2022               | 1    |          |
| 7-10-2021  | Ліма                         | Перу           | 2 – 0     | Чилі      | Відбір до ЧС 2022               | -    | 65'      |
| 10-10-2021 | Сантьяго                     | Чилі           | 2 – 0     | Парагвай  | Відбір до ЧС 2022               | -    | 46'      |
| 14-10-2021 | Сантьяго                     | Чилі           | 3 – 0     | Венесуела | Відбір до ЧС 2022               | -    | 67'      |
| 16-11-2021 | Сантьяго                     | Чилі           | 0 – 2     | Еквадор   | Відбір до ЧС 2022               | -    |          |
| 24-3-2022  | Ріо-де-Жанейро               | Бразилія       | 4 – 0     | Чилі      | Відбір до ЧС 2022               | -    | 76'      |
| 29-3-2022  | Сантьяго                     | Чилі           | 0 – 2     | Уругвай   | Відбір до ЧС 2022               | -    | 81'      |
| 6-6-2022   | Теджон                       | Південна Корея | 2 – 0     | Чилі      | товариський матч                | -    | 57'      |
| 10-6-2022  | Кобе                         | Чилі           | 0 – 2     | Туніс     | Kirin Cup                       | -    | 59' 70'  |
| 23-9-2022  | Курналя-да-Льобрегат         | Марокко        | 2 – 0     | Чилі      | товариський матч                | -    | 83'      |
| 10-9-2024  | Сантьяго                     | Чилі           | 1 – 2     | Болівія   | Відбір до ЧС 2026               | -    | 60'      |
| Усього     |                              | Матчів         | 24        |           | Голів                           | 3    |          |